# Hơi thở của rồng (ớt)
Hơi thở của rồng (tiếng Anh: Dragon's Breath) là một loài ớt trồng ở thành phố St Asaph, xứ Wales, Anh Quốc. Ớt này đạt 2,48 triệu đơn vị cay trên thang đo Scoville, vượt qua mốc 2,2 triệu đơn vị của Carolina Reaper để trở thành loài ớt cay nhất thế giới vào tháng 5 năm 2017.

## Phát triển
Mike Smith, một chủ đồn điền ở xứ Wales, đã hợp tác với các nhà khoa học ở Đại học Nottingham để phát triển giống ớt lập kỷ lục thế giới này.

## Độ cay
Giống ớt này làm tê liệt vị giác của người nếm trong vòng hai ngày, hoặc thậm chí có thể gây tử vong nếu nuốt vì sốc phản vệ.